# 哈巴乌头
哈巴乌头（学名：Aconitum habaense）为毛茛科乌头属下的一个种。

## 扩展阅读
- 維基物種上的相關：哈巴乌头